# Elaphria streptisema
Elaphria streptisema là một loài bướm đêm trong họ Noctuidae.